# ジェームズ・セトン (第3代キングストン子爵)
第3代キングストン子爵ジェームズ・セトン（英語: James Seton, 3rd Viscount of Kingston、1667年1月29日 – 1726年頃）は、スコットランド貴族。

## 生涯
初代キングストン子爵アレクサンダー・セトンと2人目の妻エリザベス・ダグラス（Elizabeth Douglas、1636年頃 – 1668年、サー・アーチボルド・ダグラスの娘）の息子として、1667年1月29日にウィッティンガムで生まれた。1686年、バカン大佐のスコッティシュ・フュジリアーズ連隊に入隊した。
1714年4月16日、アン・リンゼイ（Anne Lindsay、1674年5月20日洗礼 – 1743年2月4日、第3代バルカレス伯爵コリン・リンゼイの娘）と結婚した。
1714年に兄アーチボルドが死去するとキングストン子爵の爵位を継承したが、1715年ジャコバイト蜂起でジャコバイトとして参加したため1716年に私権剥奪された。
1726年頃に死去、後継者がおらず、すでに剥奪されたキングストン子爵の爵位は断絶した。